# Dominik Fitz
Dominik Fitz (Wenen, 16 juni 1999) is een Oostenrijks voetballer die doorgaans als aanvallende middenvelder speelt. In 2017 maakte hij de overstap van de jeugd van Austria Wien naar het eerste elftal.

## Clubcarrière
Fitz begon zijn carrière bij de jeugd van SV Langenzersdorf. In 2006 maakte hij de overstap naar de jeugd van Austria Wien. In 2017 maakte hij de overstap naar het eerste elftal. Op 31 maart 2018 maakte hij zijn debuut in de Bundesliga in de met 2–1 gewonnen wedstrijd tegen SC Rheindorf Altach. Fitz kwam ruim een kwartier voor tijd op het veld ter vervanging van Christoph Monschein. Fitz speelde pas op de laatste speeldag tegen Red Bull Salzburg een volledige wedstrijd en scoorde het vierde en laatste doelpunt. Eerder hadden Christoph Monschein, Dominik Prokop en Patrizio Stronati de eerste drie doelpunten voor hun rekening genomen.

## Clubstatistieken
| Seizoen     | Club         | Competitie  | Competitie | Competitie | Beker | Beker | Internationaal | Internationaal | Totaal | Totaal |
| Seizoen     | Club         | Competitie  | Wed.       | Dlp.       | Wed.  | Dlp.  | Wed.           | Dlp.           | Wed.   | Dlp.   |
| ----------- | ------------ | ----------- | ---------- | ---------- | ----- | ----- | -------------- | -------------- | ------ | ------ |
| 2017/18     | Austria Wien | Bundesliga  | 7          | 1          | —     | —     | —              | —              | 7      | 1      |
| 2018/19     | Austria Wien | Bundesliga  | 2          | 0          | —     | —     | —              | —              | 2      | 0      |
| Club totaal | Club totaal  | Club totaal | 9          | 1          | 0     | 0     | 0              | 0              | 9      | 1      |

Bijgewerkt op 25 november 2018

## Interlandcarrière
Fitz doorliep de jeugdploegen van het nationale elftal
2 Gluhakovic ·
3 Jarjué ·
4 Jeggo ·
5 Demaku ·
6 Hahn ·
7 Sax ·
8 Zwierschitz ·
10 Grünwald ·
11 Pichler ·
13 Lucic ·
14 Monschein ·
15 Serbest ·
16 Prokop ·
17 Klein ·
18 Schoissengeyr ·
19 Yateke ·
20 Edomwonyi ·
22 Cavlan ·
23 Palmer-Brown ·
24 Borković ·
26 Turgeman ·
27 Ebner ·
28 Martschinko ·
30 Madl ·
32 Pentz ·
36 Fitz ·
39 Sarkaria ·
46 Handl ·
99 Kos ·
Coach: Ilzer